# Trent's last case (película de 1952)
Trent's Last Case, conocida en castellano como La dama de negro (Argentina) o El Enigma de Manderson (España), es una película basada en la novela Trent's Last Case, escrita por Edmund Clerihew Bentley en 1913. Es una de las primeras novelas de detectives en que se utiliza la deducción para resolver un caso. El detective es el que da nombre a la novela: Philip Trent. Se han realizado otras adaptaciones de la novela (véase Trent's Last Case).

## Argumento
Cuando un financiero internacional sin escrúpulos es encontrado muerto, el tribunal decide que fue un suicidio. El periodista Philip Trent cree que la hermosa viuda del muerto y su secretario confidencial no han dicho la verdad e intenta demostrar que fue un asesinato.

## Otros créditos
- Sonido: Western Electric Sound System
- Color: Blanco y negro
- Montaje: Bill Lewthwaite
- Asistente de dirección: Frank Holland
- Dirección artística: William C. Andrews
- Decorados: Leo Townsend
- Diseño de vestuario: Maude Churchill
- Maquillaje: Harold Fletcher
- Fecha de estreno: octubre de 1952
- Estreno en Argentina: 29 de agosto de 1957